# Ivanice

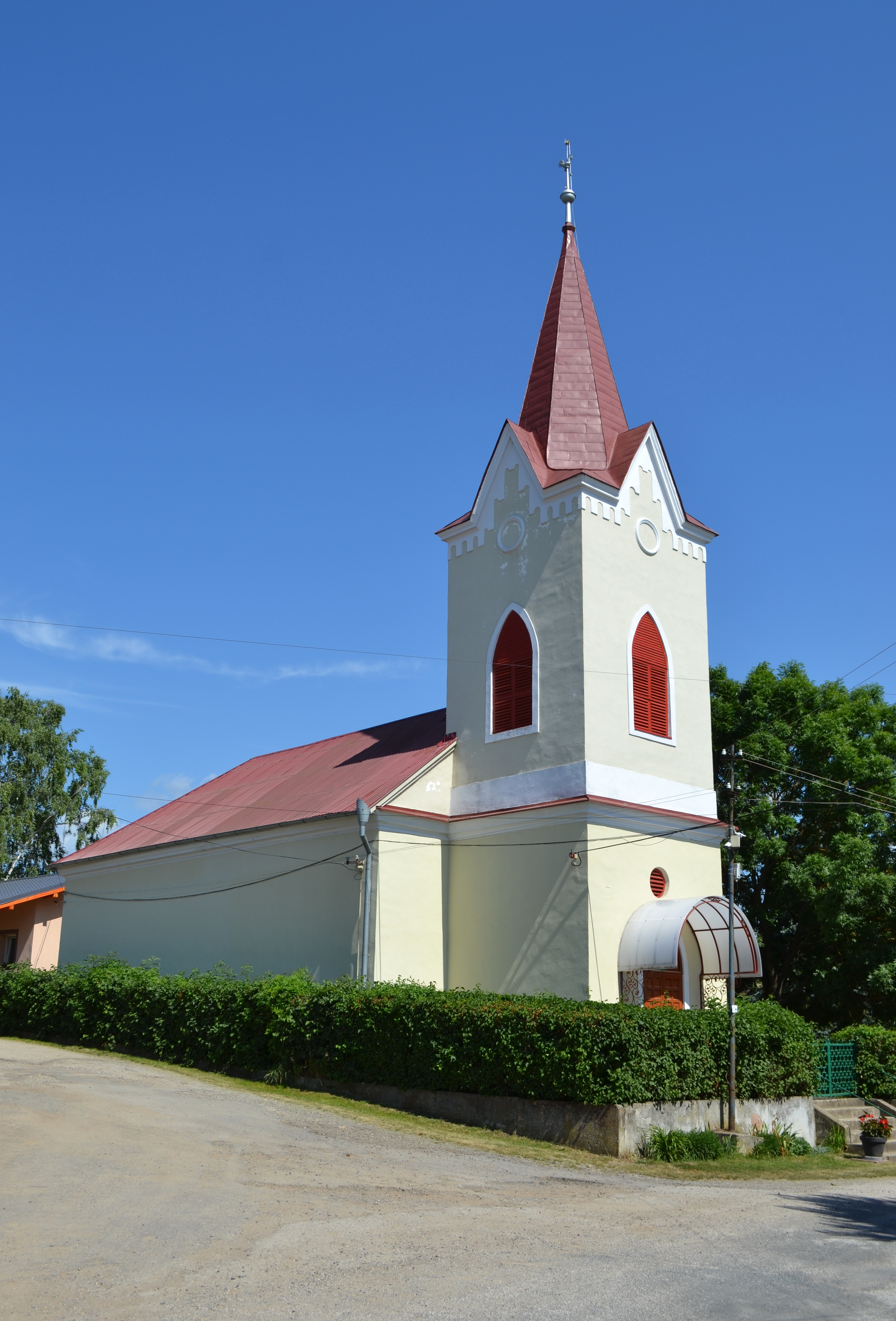
Reformierte Kirche in der Gemeinde Ivanice, Slowakei

Ivanice, ungarisch Balogiványi (bis 1927 slowakisch „Ivanovce“; bis 1907 ungarisch Iványi) ist eine Gemeinde in der südlichen Mittelslowakei mit 248 Einwohnern (Stand 31. Dezember 2024), die im Okres Rimavská Sobota, einem Kreis des Banskobystrický kraj, liegt und zur traditionellen Landschaft Gemer gehört.

## Geographie
Die Gemeinde befindet sich im Südteil des Talkessels Rimavská kotlina (Teil der größeren Einheit Juhoslovenská kotlina), auf einer linksseitigen Flurterrasse des Blh im Einzugsgebiet der Rimava. Das Ortszentrum liegt auf einer Höhe von 165 m n.m. und ist 22 Kilometer von Rimavská Sobota entfernt.
Nachbargemeinden sind Cakov im Westen und Norden, Barca im Nordosten, Chanava im Osten, Zádor im Süden und Rimavská Seč im Südwesten.

## Geschichte
Ivanice wurde zum ersten Mal 1245 als Iwan schriftlich erwähnt und war damals Besitz von Söhnen von Milost und ab dem 16. Jahrhundert des Geschlechts Széchy. In der Zeit der Türkenkriege kam es zu einer beträchtlichen Entvölkerung des Ortsgebiets. 1773 wohnten hier 11 leibeigene Bauern- und vier Untermieterfamilien, 1828 zählte man 34 Häuser und 299 Einwohner, die als Landwirte beschäftigt waren.
Bis 1918/19 gehörte der im Komitat Gemer und Kleinhont liegende Ort zum Königreich Ungarn und kam danach zur Tschechoslowakei beziehungsweise heute Slowakei. Auf Grund des Ersten Wiener Schiedsspruchs lag er von 1938 bis 1944 noch einmal in Ungarn.

## Bevölkerung
| Jahr                | 1994 | 2004    | 2014     | 2024    |
| ------------------- | ---- | ------- | -------- | ------- |
| Anzahl der Personen | 185  | 203     | 246      | 248     |
| Unterschied         |      | +9,72 % | +21,18 % | +0,81 % |

| Jahr                | 2023 | 2024    |
| ------------------- | ---- | ------- |
| Anzahl der Personen | 243  | 248     |
| Unterschied         |      | +2,05 % |

Gemäß der Volkszählung 2011 wohnten in Ivanice 224 Einwohner, davon 138 Magyaren, 33 Roma und 28 Slowaken. 25 Einwohner machten keine Angabe zur Ethnie.
79 Einwohner bekannten sich zur reformierten Kirche, 51 Einwohner zur römisch-katholischen Kirche, 10 Einwohner zu den Zeugen Jehovas sowie jeweils drei Einwohner zur Evangelischen Kirche A. B. und zur griechisch-katholischen Kirche. 26 Einwohner waren konfessionslos und bei 52 Einwohnern wurde die Konfession nicht ermittelt.

## Baudenkmäler
- reformierte (calvinistische) Kirche im klassizistischen Stil aus dem Jahr 1797, 1922 umgebaut und 1958 restauriert[6]